# タキシラ
タキシラまたはタクシラ（ウルドゥー語: ٹیکسلا, サンスクリット: तक्षशिला Takṣaśilā, パーリ語：Takkasilā）は、パキスタン・パンジャーブ州にある都市である。ガンダーラ時代の遺構を有することでことに有名であり、その歴史は紀元前6世紀まで遡る上、六派哲学の一つであるヴェーダーンタ学派、また、インドの仏教の中心の役割を果たしてきた。1980年にユネスコの世界遺産に登録された。
タキシラは歴史的に3つの重要な交易路が交差する場所に位置した。1つはマガダ国の首都パータリプトラから続く道であり、1つがバクトリアやペシャーワルといった北西から続く道、最後の1つがシュリーナガル、マーンセヘラー、 ハリープル渓谷を経由してシルクロードへとつながる道である。
タキシラは、パキスタンの首都イスラマバードの西、もしくはラーワルピンディーから北西にそれぞれ約35kmの、グランドトランク・ロードから少し外れた場所にある。

## 歴史
伝説上では、タクシャシラという王国がタキシラを中心とする地域を支配したとされる。サンスクリットでは、タクシャシラとは、タクシャ王に所属する土地を意味する。タクシャは、インドの叙事詩『ラーマーヤナ』に登場するバラタの子供とされる。また、インドを代表するもう1つの叙事詩『マハーバーラタ』では、クル王国の戴冠がタキシラで行われたと伝えられている。
タキシラの始まりは、アケメネス朝における一州として出発している。時代としては、ダレイオス1世の時代とされているが（en:Achaemenid invasion of Indus Valley）、アケメネス朝によるタキシラの支配は長いものではなかった。また、パンジャーブ州には考古学上、アケメネス朝時代の遺構は残されていない。
紀元前518年にアケメネス朝の支配が始まったとされる。
ダモーダル・ダルマーナンド・コーサンビーの説によれば、タキシラとは「大工」を意味する「タクシャカ」という言葉と関わりがあり、この「タクシャカ」はナーガ族の別称であった。。
紀元前326年、アケメネス朝を征服したアレクサンドロス大王がヒンドゥークシュ山脈を越え、インダス川流域に侵入した。当時のパンジャーブ地方は小王国が乱立していた状態であり、タキシラを支配していたアーンビ（ヒンディー語: Ambhi、古代ギリシア語: Taxiles）は、アレクサンドロスに加勢した。その結果、アレクサンドロスは、パウラヴァ（Paurava）の王で政敵ポロスを撃破することに成功した。その後、アレクサンドロスは、将軍エウダモスを派遣しサトラップとして派遣していたペイトンをインドから引き上げさせた。
紀元前321年、チャンドラグプタが現在のパンジャーブ地方を含む北西インドの征服に着手を開始した。その後、チャンドラグプタは、マウリヤ朝を建国するにいたった。タキシラを含むパンジャーブ地方は、マウリヤ朝の支配下に入った。チャンドラグプタの孫であるアショーカ王の時代には、タキシラは仏教の中心地となった。とはいえ、必ずしもタキシラ自体は、マウリヤ朝に完全に服従していたというわけでもなく、たびたびマウリヤ朝に対しての反乱が起きた。

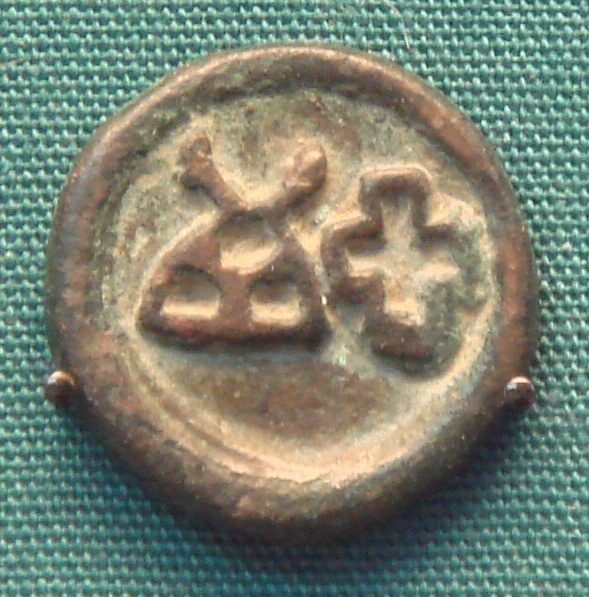
タキシラで発掘された硬貨

タキシラはマウリヤ朝の滅亡の現場にもなった。紀元前185年、最後の王であるブリハドラタが部下によって暗殺された。
このころ、パンジャーブ地方に隣接するガンダーラ地方ではデメトリオス1世率いるグレコ・バクトリア王国の活動が活発となっていた。バクトリアは、ガンダーラを征服し、さらに、パンジャーブ地方を経てインダス川流域を征服した。デメトリオス1世は、タキシラの対岸にシルカップ（Sirkap）を建設した。インド・グリーク朝とも呼ばれるこの時代、数回の王朝交代が起きたが、その間、タキシラは王朝の都として繁栄を極めた。この時代に鋳造された貨幣がタキシラの遺跡から出土している。
インド・グリーク朝を滅亡に追いやったのはスキタイ人である。紀元前90年、スキタイ人の部族長が最後のギリシャ系の王をタキシラから追放した。紀元前25年には、ゴンドファルネスがタキシラを支配し、その後、インド・パルティア王国を建国することで、パルティアから離脱した。その際にもタキシラはインド・パルティア王国の首都として機能した。76年には、クシャーナ朝が建国される。その後、クシャーナ朝の下、ガンダーラ美術が開花する。しかし、5世紀になると遊牧民族であるエフタルの侵入を受け、タキシラに建設された仏教寺院やストゥーパは破壊されてしまった。
タキシラの発掘は、1872年にイギリス人考古学者アレクサンダー・カニンガムによって始まった。数多くのガンダーラ美術の傑作がタキシラから発掘され、1913年から1934年の間には、ジョン・マーシャル卿 (John Marshall) による発掘作業が行われた。マーシャル卿による発掘された出土品はタキシラ博物館に展示されている。

## 考古遺跡の概要
タキシラ考古遺跡は、紀元前6世紀からエフタルの破壊による5世紀までの約1000年間の歴史を刻んでいる。ヒンドゥー教及び仏教の宗教センターの役割を果たしつつも、パンジャーブ地方における政治・経済の中心地であった側面を持つ都市遺跡である。時代を追って、タキシラ考古遺跡の概要を説明する。

### ビール・マウンド[10]
ビール・マウンド（Bhir Mound）は、タキシラの都市遺跡の中でも最も古い遺構である。「混雑した丘」を意味する。南北1100m、東西670mの範囲に広がっていた。4つの層から形成され、一番古い層は、アケメネス朝時代のものである。第2層はマウリヤ朝時代のものである。バクトリア王国時代にシルカップが建設されたため、放棄された。

### ダルマラージカー
ダルマラージカー（Dharmarajika）は、パキスタンにおける最古の仏教遺跡の1つであり、建設は、アショーカ王の時代に遡る。仏教に帰依していたアショーカ王は、仏陀の聖遺物を収集し、8つのストゥーパに分納した。ダルマラージカーは、そのようなストゥーパの1つであり、高さ15m・直径50mのメイン・ストゥーパの周囲には、小ストゥーパ群が建設された。小ストゥーパの建設は4世紀まで続き、また、多数の祠堂や僧院が建設された。
ダルマラージカーは、西暦30年ごろの大地震を経験しているが、カニシカ王の時代に大幅な補修を受けている。メイン・ストゥーパのドーム部分は、仏教の宇宙観を表現した7つの傘が積み上げられている。また、彫像を収める基部の支柱はコリント様式が用いられている。
ダルマラージカーでは、インド・グリーク朝の王ゾイロス2世を刻んだ硬貨も発掘されている。

### ジャンディヤール
ジャンディヤール（Jandial）は紀元前2世紀ごろに建設された。バクトリアによる建設であり、ギリシア神殿の様式を持っている。正面のポーチを4本のイオニア様式の支柱が支えていたとされる。ジャンディヤールの神殿はジョン・マーシャルの手によって発掘され、マーシャルはここの神殿をゾロアスター教の神殿ではないかと推測している。紀元前75年頃のサカ族の攻撃で神殿は放棄され、30年ごろの大地震で崩壊したとされる。

### シルカップ

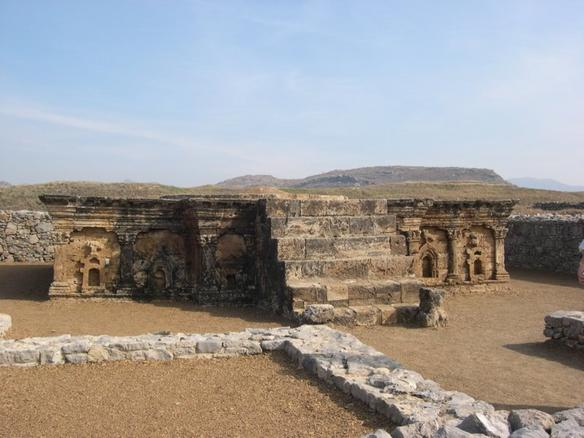
シルカップのストゥーパ遺跡。ギリシャ風のコリント式装飾が特徴。

シルカップはタキシラの対岸に位置し、バクトリア人によって建設された。2世紀にクシャーナ朝により、シルスフが建設されるまで首都としての機能を有していた。町を南北に貫くメイン・ストリートの存在、碁盤目状の都市形態であり、家屋は石灰岩のレンガを積み上げた上で、その上を泥や壁土で塗装したものも見受けられる。
北に置かれたメイン・ゲートから南に100mのところには仏教寺院が設けられ、さらに、南には双頭の鷲のレリーフを彫りこんだストゥーパが建設されていた。インド、ギリシア、イランの3つの文化の融合を示す象徴である。都市の南部は王宮であり、謁見室やハレムが設けられた。

### ジョーリヤーン

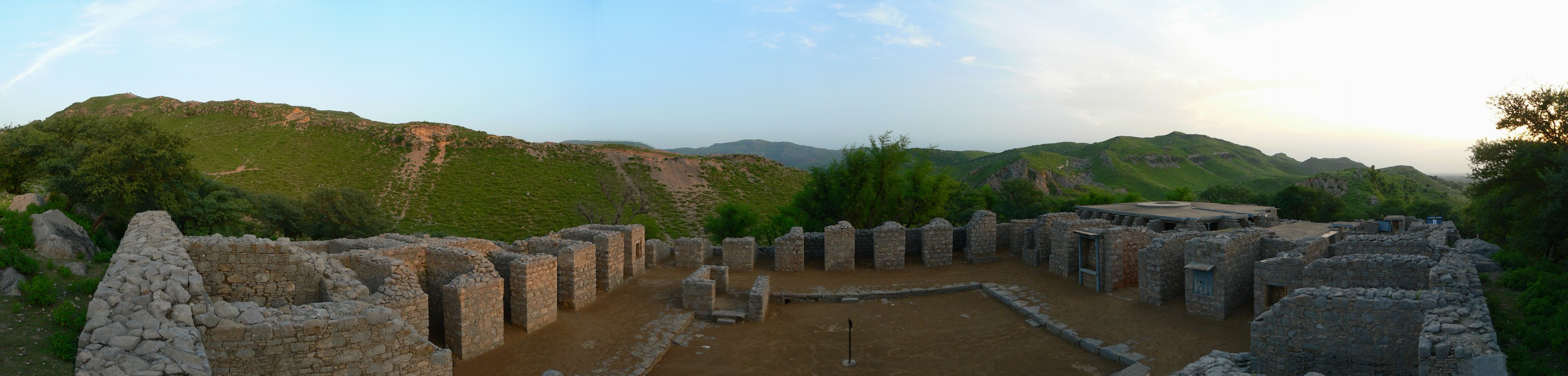
ジョーリヤーンのパノラマ

タキシラ考古遺跡の北東に位置するジョーリヤーン（Jaulian）は、タキシラを一望することができる丘の上にある考古遺跡である。2世紀のクシャーナ朝時代に建設されたジョーリヤーンにもまたストゥーパと僧院が建設された。メイン・ストゥーパの周囲には小ストゥーパ群が展開していると同時に、様々な彫刻群が施されている。メイン・ストゥーパの東側に僧院が広がっていた。僧院の在りし日の姿は中庭を僧坊が囲む形で建設されていた。ジョーリヤーンで発見された瞑想する仏陀の坐像はグレコ・インド様式からグプタ様式への過渡期に作られたものである。

### ピプラン
ジョーリヤーンの西側に位置するピプラン（Piplan）の僧院は東西で建設された時期が異なる。東側の僧院の建設は1世紀の建設である。中庭のストゥーパを囲む形で僧坊が並ぶ。西側の僧院の建設は4世紀ごろとされる。